# Classe Alessandro Poerio
La classe Alessandro Poerio della Regia Marina italiana era costituita da tre unità (Alessandro Poerio, Cesare Rossarol e Guglielmo Pepe) classificate come esploratori leggeri, in effetti leggermente più grosse di un cacciatorpediniere dell'epoca ed equiparabili a un incrociatore leggero, anche se normalmente venivano usati come conduttori di flottiglia invece che unità di squadra.
La classe venne impostata nel 1913. Nel 1921 le tre unità vennero riclassificate cacciatorpediniere.

## Caratteristiche
Alla vigilia della prima guerra mondiale la Regia Marina aveva la necessità di dotarsi di un numero sufficiente di unità sottili per la protezione della flotta e l'intercettazione del naviglio avversario. Dopo l'insuccesso della classe Bixio (che lamentarono sempre gravi problemi all'apparato propulsore) venne messa in cantiere la classe Alessandro Poerio, soluzione di compromesso tra un esploratore leggero e un cacciatorpediniere. In effetti, progettati come cacciatorpediniere siluranti, vennero convertiti durante la costruzione a esploratori, aumentando l'artiglieria antinave a scapito dei siluri. Successivamente riconvertiti a cacciatorpediniere videro più volte rimaneggiato il loro armamento, dapprima con l'installazione di mitragliere antiaeree non previste nel progetto originario, successivamente con l'aggiornamento dell'artiglieria con pezzi più moderni.
Dal punto di vista costruttivo si rivelarono ottime navi, solide e dotate di un buon apparato propulsore. Infatti, dopo essere state radiate dalla Regia Marina, furono cedute alla Marina spagnola nella quale rimasero in servizio fino ai primi anni cinquanta.
L'apparato propulsore degli Alessandro Poerio, uguale per tutte e tre le unità, si basava su due gruppi di turbine Parsons alimentate da tre caldaie tipo Yarrow alimentate a nafta. I due assi azionavano due eliche tripala in bronzo di 2,13 metri di diametro che, grazie alla potenza erogata di 24.000 CV, potevano imprimere alle navi velocità di prova intorno ai 32 nodi e una velocità operativa di 27-30 nodi.
L'armamento originale prevedeva quattro cannoni Terni da 102/35 e otto tubi lanciasiluri De Luca da 450 mm in quattro complessi binati posti lateralmente a murata. All'entrata in servizio, come già accennato, questo armamento fu modificato aumentando a sei i cannoni da 102/35 Mod. 1914 e riducendo a due gli impianti binati lanciasiluri. Nel 1918 infine vennero sostituiti i cannoni con i più moderni 102/45 Mod. 1917 e vennero aggiunte due mitragliere antiaeree Vickers da 40/39.

## Storia

### Regia Marina

L'esploratore Guglielmo Pepe in uscita da La Spezia nel primo periodo dopo la grande guerra

Le unità della classe Alessandro Poerio furono consegnate alla Regia Marina quando la prima guerra mondiale era già iniziata e quindi furono quasi subito impegnate in attività operative. Assegnate per breve tempo alla base di Brindisi, vennero quasi subito alla IV Divisione con base a Venezia. Operarono in Adriatico, partecipando a missioni di interdizione, posa mine, scorta a convogli e a navi maggiori. In particolare il Poerio durante la prima guerra mondiale eseguì 66 missioni e il Pepe 64. Il Rossarol affondò a guerra terminata il 16 novembre 1918 dopo avere urtato una mina durante un trasferimento da Pola a Fiume. Perirono in totale cento uomini, compreso il comandante.
Nel periodo tra le due guerre le due unità superstiti svolsero la normale attività di squadra, con frequenti missioni di rappresentanza all'estero soprattutto nel Mar Nero e nell'Egeo. Il 1º luglio 1921 le due navi rimaste vennero riclassificate come cacciatorpediniere, rimanendo in questo ruolo fino alla radiazione. La carriera di queste navi nella Regia Marina doveva concludersi con il disarmo nel 1937. Ma la loro vita operativa proseguì sotto altra bandiera: furono infatti cedute alla Marina spagnola nella quale svolsero servizio fino ai primi anni cinquanta con il nome di Teruel (ex-Pepe) e Huesca (ex-Poerio). Furono ufficialmente radiate dai quadri del naviglio militare italiano il 5 gennaio 1939.

### Marina Spagnola
Nel corso della guerra civile spagnola, avendo la marina nazionalista un grande bisogno di cacciatorpediniere, fu effettuata una ricerca in Giappone e in Italia, dove venne finalmente consegnato un elenco di sole dieci unità all'aggregato navale a Roma il 26 giugno 1937, che includeva, tra gli altri, l'incrociatore Taranto, i cacciatorpediniere Aquila, Falco, Alessandro Poerio, Guglielmo Pepe, le torpediniere Premuda, Grado e Cortellazzo e due sommergibili che si sarebbero anche uniti alle forze nazionaliste con i nomi di Generale Mola e di Generale Sanjurjo. L'operazione non ebbe il gradimento dei vertici della Regia Marina, nonostante l'obsolescenza delle navi, in particolare per la cessione dei sottomarini, ma su ordine del Duce l'operazione andò a buon fine con una sostanziale riduzione del prezzo e del pagamento delle rate.
Le due unità della classe vennero vendute alla Marina Nazionalista Spagnola, dove con i nomi di Teruel (Guglielmo Pepe) e Huesca (Alessandro Poerio) svolsero compiti di seconda linea, entrando anche in collisione tra loro sempre nel 1938. il primo comandante dell'unità navale ribattezzata Huesca fu l'allora Capitano di Corvetta Carrero Blanco
| Nome   | Nome italiano     | Cantiere               | Varo | Armada Española | Radiazione | Destino finale |
| ------ | ----------------- | ---------------------- | ---- | --------------- | ---------- | -------------- |
| Teruel | Alessandro Poerio | Ansaldo & Cía - Genova | 1915 | 1937            | 1948       | smantellato    |
| Huesca | Guglielmo Pepe    | Ansaldo & Cía - Génova | 1915 | 1937            | 1953       | smantellato    |